# Xysticus
Xysticus is een geslacht van spinnen uit de familie van de krabspinnen (Thomisidae).

## Soorten
- Xysticus abditus Logunov, 2006
- Xysticus acerbus Thorell, 1872 – Heidekrabspin
- Xysticus acquiescens Emerton, 1919
- Xysticus advectus O. P.-Cambridge, 1890
- Xysticus aethiopicus L. Koch, 1875
- Xysticus albertensis Dondale, 2008
- Xysticus albolimbatus Hu, 2001
- Xysticus alboniger Turnbull, Dondale & Redner, 1965
- Xysticus aletaiensis Hu & Wu, 1989
- Xysticus alpicola Kulczynski, 1882
- Xysticus alpinistus Ono, 1978
- Xysticus alpinus Kulczynski, 1887
- Xysticus alsus Song & Wang, 1994
- Xysticus altaicus Simon, 1895
- Xysticus altitudinis Levy, 1976
- Xysticus ampullatus Turnbull, Dondale & Redner, 1965
- Xysticus apachecus Gertsch, 1933
- Xysticus apalacheus Gertsch, 1953
- Xysticus apertus Banks, 1898
- Xysticus apricus L. Koch, 1876
- Xysticus aprilinus Bryant, 1930
- Xysticus arenarius Thorell, 1875
- Xysticus arenicola Simon, 1875
- Xysticus argenteus Jézéquel, 1966
- Xysticus asper (Lucas, 1838)
- Xysticus atevs Ovtsharenko, 1979
- Xysticus atrimaculatus Bösenberg & Strand, 1906
- Xysticus auctificus Keyserling, 1880
- Xysticus audax (Schrank, 1803) – Tweelingkrabspin
- Xysticus audaxoides Zhang, Zhang & Song, 2004
- Xysticus austrosibiricus Logunov & Marusik, 1998
- Xysticus autumnalis L. Koch, 1875
- Xysticus aztecus Gertsch, 1953
- Xysticus bacurianensis Mcheidze, 1971
- Xysticus bakanas Marusik & Logunov, 1990
- Xysticus banksi Bryant, 1933
- Xysticus barbatus Caporiacco, 1936
- Xysticus benefactor Keyserling, 1880
- Xysticus bengalensis Tikader & Biswas, 1974
- Xysticus bengdakus Saha & Raychaudhuri, 2007
- Xysticus beni Strand, 1913
- Xysticus berlandi Schenkel, 1963
- Xysticus bermani Marusik, 1994
- Xysticus bharatae Gajbe & Gajbe, 1999
- Xysticus bicolor L. Koch, 1867
- Xysticus bicuspis Keyserling, 1887
- Xysticus bifasciatus C.L. Koch, 1837 – Steppekrabspin
- Xysticus bimaculatus L. Koch, 1867
- Xysticus boesenbergi Charitonov, 1928, nomen dubium
- Xysticus bohdanowiczi Zhang, Zhu & Song, 2004
- Xysticus bolivari Gertsch, 1953
- Xysticus bradti Gertsch, 1953
- Xysticus breviceps O. P.-Cambridge, 1885
- Xysticus brevidentatus Wunderlich, 1995
- Xysticus britcheri Gertsch, 1934
- Xysticus brunneitibiis Caporiacco, 1939
- Xysticus californicus Keyserling, 1880
- Xysticus canadensis Gertsch, 1934
- Xysticus caspicus Utochkin, 1968
- Xysticus caucasius L. Koch, 1878
- Xysticus chaparralis Schick, 1965
- Xysticus charitonowi Mcheidze, 1971
- Xysticus chippewa Gertsch, 1953
- Xysticus chui Ono, 1992
- Xysticus clerckii (Audouin, 1826)
- Xysticus cochise Gertsch, 1953
- Xysticus coloradensis Bryant, 1930
- Xysticus concinnus Kroneberg, 1875
- Xysticus concretus Utochkin, 1968
- Xysticus concursus Gertsch, 1934
- Xysticus conflatus Song, Tang & Zhu, 1995
- Xysticus connectens Kulczynski, 1901
- Xysticus cor Canestrini, 1873
- Xysticus corsicus Simon, 1875
- Xysticus crispabilis Song & Gao, 1996
- Xysticus cristatus (Clerck, 1757) – Gewone krabspin
- Xysticus croceus Fox, 1937
- Xysticus cunctator Thorell, 1877
- Xysticus curtus Banks, 1898
- Xysticus dali Li & Yang, 2008
- Xysticus davidi Schenkel, 1963
- Xysticus denisi Schenkel, 1963
- Xysticus desidiosus Simon, 1875
- Xysticus discursans Keyserling, 1880
- Xysticus diversus (Blackwall, 1870)
- Xysticus doriai (Dalmas, 1922)
- Xysticus dzhungaricus Tyschchenko, 1965
- Xysticus edax (O. P.-Cambridge, 1872)
- Xysticus elegans Keyserling, 1880
- Xysticus elephantus Ono, 1978
- Xysticus ellipticus Turnbull, Dondale & Redner, 1965
- Xysticus emertoni Keyserling, 1880
- Xysticus ephippiatus Simon, 1880
- Xysticus erraticus (Blackwall, 1834) – Graskrabspin
- Xysticus facetus O. P.-Cambridge, 1896
- Xysticus fagei Lessert, 1919
- Xysticus federalis Gertsch, 1953
- Xysticus ferox (Hentz, 1847)
- Xysticus ferrugineus Menge, 1876 – Roestkrabspin
- Xysticus ferruginoides Schenkel, 1963
- Xysticus fervidus Gertsch, 1953
- Xysticus flavitarsis Simon, 1877
- Xysticus flavovittatus Keyserling, 1880
- Xysticus floridanus Banks, 1896
- Xysticus fraternus Banks, 1895
- Xysticus funestus Keyserling, 1880
- Xysticus furtivus Gertsch, 1936
- Xysticus gallicus Simon, 1875
- Xysticus gattefossei Denis, 1956
- Xysticus geometres L. Koch, 1874
- Xysticus gertschi Schick, 1965
- Xysticus ghigii Caporiacco, 1938
- Xysticus gortanii Caporiacco, 1922
- Xysticus gosiutus Gertsch, 1933
- Xysticus gracilis Keyserling, 1880
- Xysticus grallator Simon, 1932
- Xysticus guizhou Song & Zhu, 1997
- Xysticus gulosus Keyserling, 1880
- Xysticus havilandi Lawrence, 1942
- Xysticus hedini Schenkel, 1936
- Xysticus helophilus Simon, 1890
- Xysticus hepaticus Simon, 1903
- Xysticus himalayaensis Tikader & Biswas, 1974
- Xysticus hindusthanicus Basu, 1965
- Xysticus hui Platnick, 1993
- Xysticus humilis Redner & Dondale, 1965
- Xysticus ibex Simon, 1875
- Xysticus ictericus L. Koch, 1874
- Xysticus idolothytus Logunov, 1995
- Xysticus illaudatus Logunov, 1995
- Xysticus imitarius Gertsch, 1953
- Xysticus indiligens (Walckenaer, 1837)
- Xysticus insulicola Bösenberg & Strand, 1906
- Xysticus iviei Schick, 1965
- Xysticus jabalpurensis Gajbe & Gajbe, 1999
- Xysticus jaharai Basu, 1979
- Xysticus japenus Roewer, 1938
- Xysticus jiangi Peng, Yin & Kim, 2000
- Xysticus jinlin Song & Zhu, 1995
- Xysticus joyantius Tikader, 1966
- Xysticus jugalis L. Koch, 1875
- Xysticus kalandadzei Mcheidze & Utochkin, 1971
- Xysticus kali Tikader & Biswas, 1974

- Xysticus kamakhyai Tikader, 1962
- Xysticus kansuensis Tang, Song & Zhu, 1995
- Xysticus kashidi Tikader, 1963
- Xysticus kaznakovi Utochkin, 1968
- Xysticus kempeleni Thorell, 1872 – Kempelins krabspin
- Xysticus khasiensis Tikader, 1980
- Xysticus kochi Thorell, 1872 – Kochs krabspin
- Xysticus kulczynskii Wierzbicki, 1902
- Xysticus kurilensis Strand, 1907
- Xysticus kuzgi Marusik & Logunov, 1990
- Xysticus laetus Thorell, 1875
- Xysticus lanio C.L. Koch, 1835 – Boskrabspin
- Xysticus lapidarius Utochkin, 1968
- Xysticus lassanus Chamberlin, 1925
- Xysticus latitabundus Logunov, 1995
- Xysticus lendli Kulczynski, 1897
- Xysticus lepnevae Utochkin, 1968
- Xysticus lesserti Schenkel, 1963
- Xysticus lineatus (Westring, 1851) – Gestreepte krabspin
- Xysticus locuples Keyserling, 1880
- Xysticus logunovi Seyfulina & Mikhailov, 2004
- Xysticus logunovorum Blick & Ono, 2021
- Xysticus lucifugus Lawrence, 1937
- Xysticus luctans (C.L. Koch, 1845)
- Xysticus luctator L. Koch, 1870 – Cambridges krabspin
- Xysticus luctuosus (Blackwall, 1836) – Woudkrabspin
- Xysticus lutzi Gertsch, 1935
- Xysticus macedonicus Silhavy, 1944
- Xysticus maculatipes Roewer, 1962
- Xysticus maculiger Roewer, 1951
- Xysticus manas Song & Zhu, 1995
- Xysticus marmoratus Thorell, 1875
- Xysticus martensi Ono, 1978
- Xysticus marusiki Ono & Martens, 2005
- Xysticus metinaktasi Demir, Seyyar & Türker, 2017
- Xysticus montanensis Keyserling, 1887
- Xysticus mugur Marusik, 1990
- Xysticus mulleri Lawrence, 1952
- Xysticus multiaculeatus Caporiacco, 1940
- Xysticus mundulus O. P.-Cambridge, 1885
- Xysticus namaquensis Simon, 1910
- Xysticus natalensis Lawrence, 1938
- Xysticus nataliae Utochkin, 1968
- Xysticus nigriceps Berland, 1922
- Xysticus nigropunctatus L. Koch, 1867
- Xysticus nigrotrivittatus (Simon, 1870)
- Xysticus nitidus Hu, 2001
- Xysticus nubilus Simon, 1875
- Xysticus nyingchiensis Song & Zhu, 1995
- Xysticus obscurus Collett, 1877
- Xysticus ocala Gertsch, 1953
- Xysticus orizaba Banks, 1898
- Xysticus ovatus Simon, 1876
- Xysticus paiutus Gertsch, 1933
- Xysticus palawanicus Barrion & Litsinger, 1995
- Xysticus palpimirabilis Marusik & Chevrizov, 1990
- Xysticus parallelus Simon, 1873
- Xysticus parapunctatus Song & Zhu, 1995
- Xysticus pearcei Schick, 1965
- Xysticus peccans O. P.-Cambridge, 1876
- Xysticus pellax O. P.-Cambridge, 1894
- Xysticus peltiformus Zhang, Zhu & Song, 2004
- Xysticus peninsulanus Gertsch, 1934
- Xysticus periscelis Simon, 1908
- Xysticus pieperi Ono & Martens, 2005
- Xysticus pigrides Mello-Leitão, 1929
- Xysticus pingshan Zhang, Zhu & Song, 2004
- Xysticus posti Sauer, 1968
- Xysticus pretiosus Gertsch, 1934
- Xysticus promiscuus O. P.-Cambridge, 1876
- Xysticus pseudobliteus (Simon, 1880)
- Xysticus pseudocristatus Azarkina & Logunov, 2001
- Xysticus pseudolanio Wunderlich, 1995
- Xysticus pseudoluctuosus Marusik & Logunov, 1995
- Xysticus pulcherrimus Keyserling, 1880
- Xysticus punctatus Keyserling, 1880
- Xysticus pygmaeus Tyschchenko, 1965
- Xysticus pynurus Tikader, 1968
- Xysticus quadrispinus Caporiacco, 1933
- Xysticus quagga Jocqué, 1977
- Xysticus rainbowi Strand, 1901
- Xysticus robinsoni Gertsch, 1953
- Xysticus rockefelleri Gertsch, 1953
- Xysticus roonwali Tikader, 1964
- Xysticus rostratus Ono, 1988
- Xysticus ryukyuensis Ono, 2002
- Xysticus saganus Bösenberg & Strand, 1906
- Xysticus sagittifer Lawrence, 1927
- Xysticus sansan Levy, 2007
- Xysticus schoutedeni Lessert, 1943
- Xysticus semicarinatus Simon, 1932
- Xysticus sharlaa Marusik & Logunov, 2002
- Xysticus shillongensis Tikader, 1962
- Xysticus shyamrupus Tikader, 1966
- Xysticus siciliensis Wunderlich, 1995
- Xysticus sicus Fox, 1937
- Xysticus sikkimus Tikader, 1970
- Xysticus silvestrii Simon, 1905
- Xysticus simonstownensis Strand, 1909
- Xysticus sjostedti Schenkel, 1936
- Xysticus slovacus Svaton, Pekár & Prídavka, 2000
- Xysticus soderbomi Schenkel, 1936
- Xysticus soldatovi Utochkin, 1968
- Xysticus spasskyi Utochkin, 1968
- Xysticus sphericus (Walckenaer, 1837)
- Xysticus spiethi Gertsch, 1953
- Xysticus strandi Kolosváry, 1934, nomen dubium
- Xysticus subjugalis Strand, 1906
- Xysticus tampa Gertsch, 1953
- Xysticus tarcos L. Koch, 1875
- Xysticus taukumkurt Marusik & Logunov, 1990
- Xysticus tenuiapicalis Demir, 2012
- Xysticus texanus Banks, 1904
- Xysticus thessalicoides Wunderlich, 1995
- Xysticus thessalicus Simon, 1916
- Xysticus tikaderi Bhandari & Gajbe, 2001
- Xysticus toltecus Gertsch, 1953
- Xysticus torsivoides Song & Zhu, 1995
- Xysticus tortuosus Simon, 1932
- Xysticus transversomaculatus Bösenberg & Strand, 1906
- Xysticus triguttatus Keyserling, 1880
- Xysticus trizonatus Ono, 1988
- Xysticus tsanghoensis Hu, 2001
- Xysticus tugelanus Lawrence, 1942
- Xysticus turkmenicus Marusik & Logunov, 1995
- Xysticus ukrainicus Utochkin, 1968
- Xysticus ulmi (Hahn, 1831) – Moeraskrabspin
- Xysticus urbensis Lawrence, 1952
- Xysticus urgumchak Marusik & Logunov, 1990
- Xysticus variabilis Keyserling, 1880
- Xysticus verecundus Gertsch, 1934
- Xysticus verneaui Simon, 1883
- Xysticus viduus Kulczynski, 1898
- Xysticus viveki Gajbe, 2005
- Xysticus wagneri Gertsch, 1953
- Xysticus walesianus Karsch, 1878
- Xysticus winnipegensis Turnbull, Dondale & Redner, 1965
- Xysticus wunderlichi Logunov, Marusik & Trilikauskas, 2001
- Xysticus xerodermus Strand, 1913
- Xysticus xiningensis Hu, 2001
- Xysticus yebongensis Lee & Kim, 2018
- Xysticus yogeshi Gajbe, 2005

### Niet langer in dit geslacht
- Psammitis abramovi (Marusik & Logunov, 1995)
- Bassaniodes adzharicus (Mcheidze, 1971)
- Psammitis albidus (Grese, 1909)
- Bassaniodes anatolicus (Demir, Aktas & Topçu, 2008)
- Spiracme baltistana (Caporiacco, 1935)
- Bassaniodes bliteus (Simon, 1875)
- Psammitis bonneti (Denis, 1938)
- Bassaniodes bufo (Dufour, 1820)
- Bassaniodes canariensis (Wunderlich, 1987)
- Bassaniodes caperatoides (Levy, 1976)
- Bassaniodes caperatus Simon, 1875
- Bassaniodes clavulus (Wunderlich, 1987)
- Bassaniodes cribratus (Simon, 1885)
- Psammitis daisetsuzanus (Ono, 1988)
- Psammitis deichmanni (Sørensen, 1898)
- Psammitis demirsoyi (Demir, Topçu & Türkes, 2006)
- Bassaniodes dolpoensis (Ono, 1978)
- Spiracme dura (Sørensen, 1898)
- Bassaniodes egenus (Simon, 1886)
- Bassaniodes ferus (O. P.-Cambridge, 1876)
- Bassaniodes fienae (Jocqué, 1993)
- Bassaniodes fuerteventurensis (Wunderlich, 1992)
- Psammitis gobiensis (Marusik & Logunov, 2002)
- Bassaniodes graecus (C.L. Koch, 1837)
- Bassaniodes grohi (Wunderlich, 1992)
- Sinothomisus hainanus (Song, 1994)
- Spiracme keyserlingi (Bryant, 1930)
- Pycnaxis krakatauensis (Bristowe, 1931)
- Psammitis labradorensis (Keyserling, 1887)
- Bassaniodes lalandei (Audouin, 1826)
- Bassaniodes lanzarotensis (Wunderlich, 1992)
- Psammitis laticeps (Bryant, 1933)
- Psammitis lindbergi (Roewer, 1962)
- Bassaniodes loeffleri (Roewer, 1955)
- Bassaniodes madeirensis (Wunderlich, 1992)
- Psammitis minor (Charitonov, 1946)
- Spiracme mongolica (Schenkel, 1963)

- Psammitis nenilini (Marusik, 1989)
- Psammitis nepalhimalaicus (Ono, 1978)
- Psammitis nevadensis (Keyserling, 1880)
- Spiracme nigromaculata (Keyserling, 1884)
- Psammitis ninnii (Thorell, 1872) – Duinkrabspin
- Bassaniodes obesus (Thorell, 1875)
- Bassaniodes ovadan (Marusik & Logunov, 1995)
- Bassaniodes ovcharenkoi (Marusik & Logunov, 1990)
- Bassaniodes pinocorticalis (Wunderlich, 1992)
- Psammitis potamon (Ono, 1978)
- Bassaniodes pseudorectilineus (Wunderlich, 1995)
- Spiracme quadrata (Tang & Song, 1988)
- Bassaniodes rectilineus (O. P.-Cambridge, 1872)
- Bassaniodes robustus (Hahn, 1832) – Steenkrabspin
- Psammitis rugosus (Buckle & Redner, 1964)
- Psammitis sabulosus (Hahn, 1832) – Zandkrabspin
- Bassaniodes sardiniensis (Wunderlich, 1995)
- Psammitis secedens (L. Koch, 1876)
- Psammitis seserlig (Logunov & Marusik, 1994)
- Psammitis setiger (O. P.-Cambridge, 1885)
- Psammitis sibiricus (Kulczynski, 1908)
- Psammitis simplicipalpatus (Ono, 1978)
- Bassaniodes sinaiticus (Levy, 1999)
- Bassaniodes squalidus (Simon, 1883)
- Spiracme striatipes (L. Koch, 1870)
- Bassaniodes tenebrosus (Silhavy, 1944)
- Psammitis torsivus (Tang & Song, 1988)
- Spiracme triangulosa (Emerton, 1894)
- Bassaniodes tristrami (O. P.-Cambridge, 1872)
- Bassaniodes turlan (Marusik & Logunov, 1990)
- Psammitis tyshchenkoi (Marusik & Logunov, 1995)
- Bassaniodes ulkan (Marusik & Logunov, 1990)
- Spiracme vachoni (Schenkel, 1963)
- Psammitis wuae (Song & Zhu, 1995)
- Bassaniodes xizangensis (Tang & Song, 1988)
- Psammitis xysticiformis (Caporiacco, 1935)
- Psammitis zonshteini (Marusik, 1989)